# Iogurte gelado

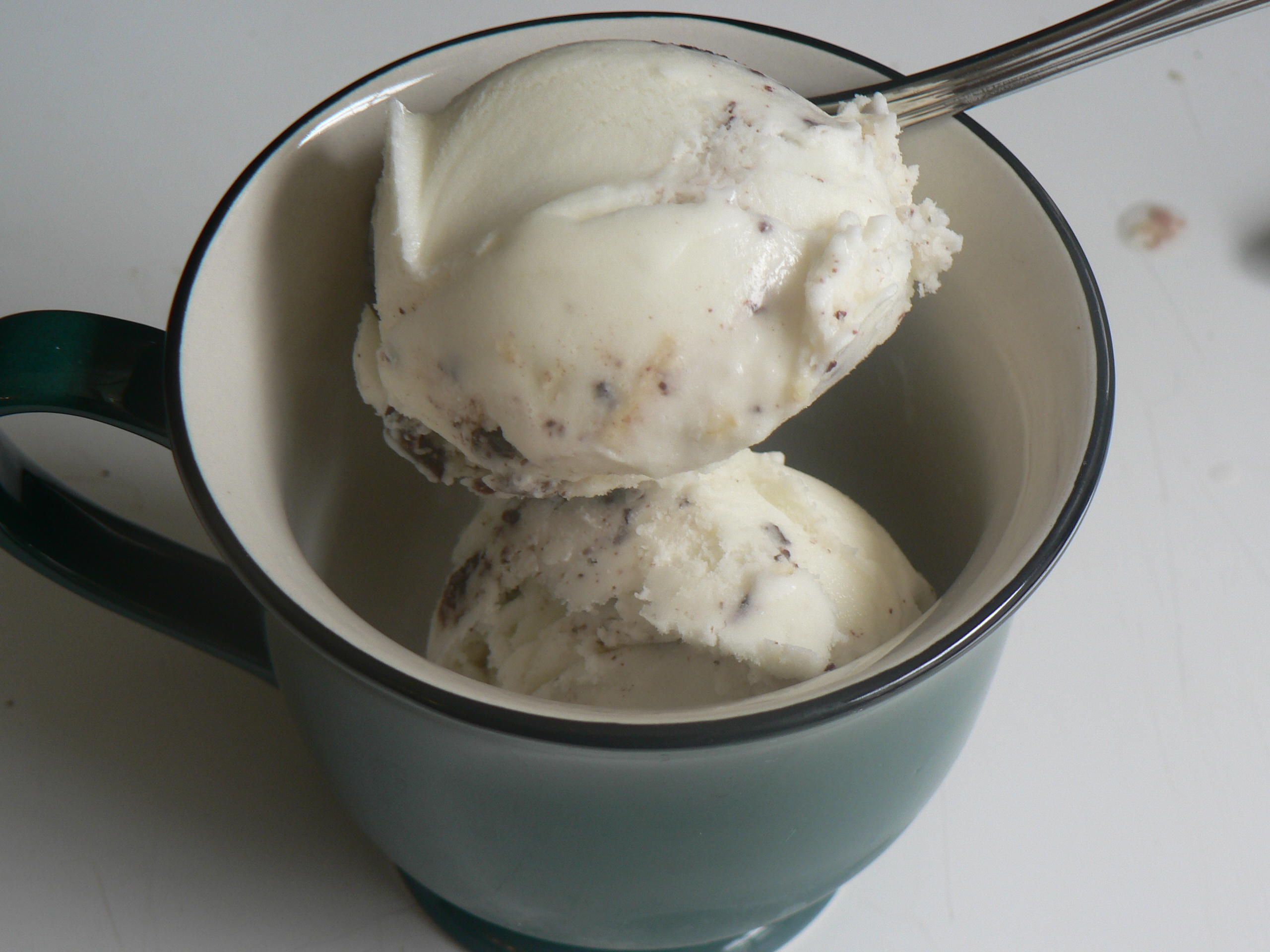
Taça de iogurte gelado.

O iogurte gelado, iogurte congelado ou frozen (em inglês Frozen Yogurt) é uma sobremesa gelada feita de iogurte, similar ao sorvete, porém com menor teor de gordura.
Não se deve confundir o nome comercial do produto Frozen Yogurt como sendo 100% iogurte congelado, pois não é. O Frozen Yogurt tem em sua composição leite, emulsificantes, estabilizantes e outros ingredientes normalmente utilizados na produção de sorvetes, além do iogurte, o que caracteriza o mesmo como uma sobremesa gelada.
No Brasil, seu sucesso é muito grande. Devido à grande demanda da sobremesa, foram fundadas várias empresas voltadas para a produção e comércio de Frozen Yogurt.